# Michael Zelniker
Michael Zelniker es un actor, director y guionista canadiense, reconocido principalmente por su interpretación de Red Rodney en la película ganadora del Óscar de Clint Eastwood Bird (1988) y de Doug Alward en The Terry Fox Story (1983), por la que ganó un Premio Genie en la categoría de mejor actor de reparto en 1984.
Originario de Montreal, Quebec, Zelniker estudió actuación en el Dawson College de Westmount, Quebec.
También apareció en las películas Pinball Summer (1980), Ticket to Heaven (1981), Heartaches (1981), Bird (1988), Glory Enough for All (1991), Naked Lunch (1991), Queens Logic (1991), Mercenary (1996) y Snide and Prejudice (1997); y realizó apariciones especiales en las series de televisión The Littlest Hobo, In the Heat of the Night, Murder, She Wrote, Profiler, Strong Medicine, The Dead Zone y Millennium.
Escribió el guion para la película de 1998 Stuart Bliss, en la que interpretó el personaje principal. Stuart Bliss, producida también por Zelniker, ganó el premio a la mejor película en el Festival de Cine de Northampton en 1998. También escribió, produjo y dirigió la película de 2012 Falling.